# Richard Oswald
Richard Oswald (1880-1963) va ser un director de cinema i guionista austríac. Va néixer com Richard W. Ornstein a Viena el 5 de novembre del 1880 i va morir l'11 de setembre del 1963 a Düsseldorf (Alemanya). Va debutar a Viena, però després d'atacs antisemistes el 1911 va emigrar cap al teatre Schauspielhaus de Düsseldorf. Va tenir èxit amb obres que tractaven temàtiques sensibles d'aleshores: pacifisme, alcoholisme, homosexualitat. Després de la machtergreifung per Adolf Hitler el 1933 va emigrar cap als Estats Units d'Amèrica. Tot i això, no hi va trobar l'èxit esperat i a mitjans dels anys 50 del segle passat va tornar a Alemanya, però el seu ímpetu creatiu va ser trencat.
Obres destacades
- Es werde Licht (1916/17), la primera pel·lícula alemanya d'informació sexual
- Diferent de la resta (Anders als die Andern, 1919), amb Magnus Hirschfeld, primer film amb un protagonista gai simpàtic
- Der Hauptmann von Köpenick (1931), el seu primer film parlat, basat en l'obra de teatre homònima
- I was a criminal (1941), una nova versió en anglès de Der Hauptman von Köpenick